# Martfű
Martfű is een plaats (város) en gemeente in het Hongaarse comitaat Jász-Nagykun-Szolnok. Martfű telt 7366 inwoners (2002).